# Holocephalus simoni
Holocephalus simoni là một loài bọ cánh cứng trong họ Bọ hung (Scarabaeidae).